# Ah sì? E io lo dico a Zzzzorro!
Pour plus de détails, voir Fiche technique et Distribution.
Ah sì? E io lo dico a Zzzzorro! est un western spaghetti hispano-italien réalisé par Franco Lo Cascio et sorti en 1975.

## Synopsis
Dans une Espagne occupée par les Français, Zorro se blesse. Le Père Donato doit lui trouver un remplaçant...

## Fiche technique
- Titre original : Ah sì? E io lo dico a Zzzzorro!
- Titre espagnol : Las nuevas aventuras del Zorro
- Titre anglais ou international : Who's Afraid of Zorro ou Mark of Zorro
- Réalisation : Franco Lo Cascio
- Scénario : Augusto Finocchi, Francisco Lara Polop
- Photographie : Juan Gelpi, Franco Villa[2]
- Musique : Gianfranco Plenizio
- Production : Otello Finocchi
- Co-production : José María Cunillés
- Société(s) de production : Iniziative Cinematografiche Internazionali (ICI), Estela Films
- Pays d’origine :  Italie,  Espagne
- Langue originale : italien
- Format : couleur (Eastmancolor) — 35 mm
- Genre : western spaghetti, comédie
- Durée : 97 minutes
- Dates de sortie :
  - Italie : 3 juillet 1975
  - Espagne : 22 décembre 1976

## Distribution
- George Hilton : Philip Mackintosh / Don Alba de Mendoza
- Lionel Stander : Père Donato
- Charo López : Rosita Florenda Mendez
- Rodolfo Licari : comte Manuel de Pas, le gouverneur
- Antonio Pica : Major André de Colignac
- Gino Pagnani : Pachito
- Tito García : Capitaine Duval
- Flora Carosello : Donna Florinda
- Biel Moll : Archimède
- Giulio Baraghini : sergent Goriaux
- Dante Cleri : politicien
- Rinaldo Zamperla : comte Manuel Lapasse
- Franco Daddi
- Maria Tedeschi : femme soignant Zorro
- Mario Proietti
- Ettore Arena : garde du gouverneur
- Bruno Bertocci : Marcel Abou
- Giuseppe Talarico
- Filippo Perego : politicien
- Wilma Palmieri
- Amerigo Castrighella : bourreau

## Bande originale
La bande originale du film a été composée par Gianfranco Plenizio et a été distribué par Fonit Cetra la même année que le film sur disque vinyle. Il est composé de 12 pistes : 6 sur chaque face. Sa durée totale est de 25 min 47 s.

### Liste des titres
| 1.    | Felipe                       | 2:05 |
| 2.    | La Vestizione Del Torero     | 2:16 |
| 3.    | La Bella Addormentata        | 1:59 |
| 4.    | Zorro Al Lavoro              | 1:33 |
| 5.    | Cacio E Patate               | 1:50 |
| 6.    | Per La Spagna E S. Verecondo | 2:43 |
| 7.    | La Rivolta                   | 2:38 |
| 8.    | Colygnac E La 1/2 Dozzina    | 1:48 |
| 9.    | Duelli E Botte Varie         | 2:40 |
| 10.   | Rosita E Felipe              | 1:26 |
| 11.   | L'Attaco Al Castello         | 1:56 |
| 12.   | Addio, Addio ...             | 2:53 |
| 25:47 |                              |      |